# موجه كرة الزغب
موجه كرة الزغب (بالإنجليزية: Fuzzball router)‏ هو أول موجة حديث يستعمل في شبكة الانترنت. حيث كانت هناك حواسيب ألكترونية من نوع حملت عليها برامج لموجه كرة الزغب كتبت من قبل ديفيد ميلز العامل في جامعة ديلاور.

## أصل الاسم
اسم كرة الزغب هو الاسم العامي لبرمجيات توجيه ميلز. خمسون من هذه البرمجيات تم نشرها في أنحاء العالم في ثمانينيات القرن العشرين لاختبار العديد من بروتوكولات الإنترنت. والقليل ما زال فاعلا ويعمل به على شبكة الإنترنت هذه الأيام.